# Capo Timberlake
Capo Timberlake (in inglese Cape Timberlake) è un promontorio della terra della regina Victoria che si affaccia sul mare di Ross in Antartide. Localizzato ad una latitudine di 78° 58' S e ad una longitudine di 161° 37' E, segna il limite occidentale dell'insenatura Skelton.
È stato intitolato a Lewis G. Timberlake, ufficiale della stazione McMurdo nel 1962.